# نادي ريال كشمير
نادي ريال كشميري هو نادي كرة قدم هندي تأسس عام 2016 يلعب في الدوري الهندي للمحترفين